# The Sims Social
The Sims Social est un jeu social en ligne et free to play sur Facebook, dérivé des jeux vidéo Sims. Il est annoncé par Electronic Arts durant l'E3 2011. Le jeu est développé par Playfish et édité par Electronic Arts. Le jeu démarre le 9 août 2011, en version bêta, et puis le 19 août 2011[Quoi ?]. Le 14 juin 2013, Electronic Arts décide de fermer le jeu.
Le principe du jeu est identique aux jeux vidéo Sims en plus allégé. Il faut d'abord créer son personnage, en choisissant ses caractéristiques, puis le faire emménager. Le jeu comporte plusieurs différences par rapport aux autres jeux de la série comme le personnage qui ne travaille pas ou la boutique incomplète au début de la partie.

## Système du jeu
Le jeu en ligne se base sur la franchise des Sims. Tout comme les autres jeux vidéo, le joueur doit faire vivre son personnage dans sa maison. Auparavant, il doit se créer un avatar de son personnage en choisissant ses caractéristiques, c'est-à-dire sa dénomination, son sexe, son physique, sa tenue vestimentaire et sa personnalité. Comme dans les autres séries, le personnage doit satisfaire des besoins. Ces besoins se limitent à des besoins primaires. Ils sont au nombre de six : les relations sociales, les divertissements, la faim, les besoins naturels, l'hygiène et la fatigue. Contrairement aux autres jeux de la série, le personnage ne pourra pas vieillir, ni mourir, ne travaille pas, n'ira pas en ville.
La différence avec les jeux de la série payants est que la totalité des objets ne sont pas disponibles dès le début du jeu. Le personnage doit gagner des niveaux, en relevant des défis. Comme tous les autres jeux sociaux sur Facebook, comme FarmVille, le joueur peut publier des informations sur son mur.

## Développement
Le jeu communautaire des Sims Social est annoncé par Electronic Arts durant l'E3 2011. Le vice-président du marketing, John Buchanan, y dit qu'EA veut « que les gens aient la possibilité de jouer avec leurs franchises préférées sur n'importe quelle plateforme, à tout moment, ».
Le jeu est édité par Electronic Arts et développé par Playfish, racheté en novembre 2009 par l'éditeur. Le jeu est démarré le mardi 9 août 2011, en version bêta, en cinq langues différentes que sont l'anglais, le français, l'allemand, l'espagnol et l'italien. Le 19 août 2011, le jeu est lancé officiellement sur la plateforme Facebook.
Pour les six premiers mois du lancement du jeu, la société Dunkin' Donuts a fait un partenariat avec Electronic Arts. Des produits de Dunking' Donuts sont intégrés dans le jeu.
Du fait que « le nombre de joueurs et la quantité d'activité a baissé », Electronic Arts décide d'arrêter le jeu le 14 juin 2013, en même temps que SimCity Social et Pet Society.

## Accueil
Le site français Jeuxvideo.com note, le jeu social des Sims, 13/20. Il note ainsi le graphisme 13/20, la jouabilité 13/20, la durée de vie 12/20 et la bande son 14/20. Le Nouvel Observateur donne au jeu une note de 2,5/5. Les deux tests apprécient la gratuité du jeu, mais regrettent la monnaie virtuelle qui finalement feront payer le joueur,.
Avant le jour du lancement, la page officielle du jeu comptait plus d'un million de personnes inscrites. Au 9 septembre 2011, le jeu devient plus populaire que son rival FarmVille de Zynga. Le Los Angeles Times a ainsi compté 9,3 millions de connexions en une journée pour The Sims Social, contre 8,1 pour FarmVille.
Lors du Gamescom de 2011, le jeu reçoit le prix du meilleur jeu sur navigateur Web.